# Sunamphitoe pelagica
Sunamphitoe pelagica är en kräftdjursart som först beskrevs av H. Milne Edwards 1830.  Sunamphitoe pelagica ingår i släktet Sunamphitoe och familjen Ampithoidae. Inga underarter finns listade i Catalogue of Life.